# Echipa națională de fotbal a Republicii Peru
Echipa națională de fotbal a Republicii Peru este reprezentativa țara în competițiile oficiale internaționale de fotbal. De organizarea ei se ocupă Federația Peruană de Fotbal, membră a CONMEBOL.

## Istorie
Primul meci jucat de reprezentativa Perului a avut loc la 1 noiembrie 1927, la Lima, Peru, împotriva Uruguayului. Sub conducerea antrenorului Francisco Bru, Peru a pierdut cu 4–0.

### Primele prezențe la Campionatul Mondial
În 1930, Peru se înscrie la Campionatul Mondial, competiție proaspăt înființată, iar la turneul organizat în Uruguay obține o înfrângere — 1–3 cu România, goluri: Luis Souza Ferreira (Peru) și Adalbert Deșu, Constantin Stanciu, Nicolae Kovács (România).

### Participarea la Jocurile Olimpice din 1936
La Jocurile Olimpice de la Berlin din 1936, echipa peruană a ajuns în sferturi după ce a învins confortabil Finlanda cu 7-3. În sferturile de finală se confruntă cu Austria, echipa peruană a pierdut într-un meci controversat și acest lucru a provocat retragerea delegației peruane de la Jocurile Olimpice în semn de protest.

### Golgheteri

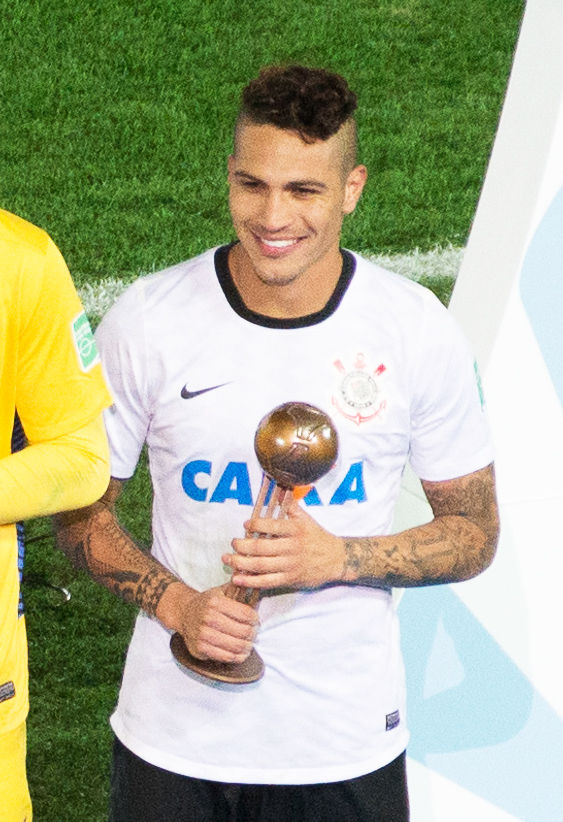
Paolo Guerrero is the country's top scorer with 33 goals in 86 appearances.

## Palmares
- Campionatul Mondial de Fotbal

| 1930        | Runda 1          | 10               | 2                | 0                | 0                | 2                | 1                | 4                |                  |                  |
| 1934        | S-a retras       | S-a retras       | S-a retras       | S-a retras       | S-a retras       | S-a retras       | S-a retras       | S-a retras       | S-a retras       | S-a retras       |
| 1938        | Nu a participat  | Nu a participat  | Nu a participat  | Nu a participat  | Nu a participat  | Nu a participat  | Nu a participat  | Nu a participat  | Nu a participat  | Nu a participat  |
| 1950        | S-a retras       | S-a retras       | S-a retras       | S-a retras       | S-a retras       | S-a retras       | S-a retras       | S-a retras       | S-a retras       | S-a retras       |
| 1954        | Nu a participat  | Nu a participat  | Nu a participat  | Nu a participat  | Nu a participat  | Nu a participat  | Nu a participat  | Nu a participat  | Nu a participat  | Nu a participat  |
| 1958 - 1966 | Nu s-a calificat | Nu s-a calificat | Nu s-a calificat | Nu s-a calificat | Nu s-a calificat | Nu s-a calificat | Nu s-a calificat | Nu s-a calificat | Nu s-a calificat | Nu s-a calificat |
| 1970        | Sferturi         | 7                | 4                | 2                | 0                | 2                | 9                | 9                |                  |                  |
| 1974        | Nu s-a calificat | Nu s-a calificat | Nu s-a calificat | Nu s-a calificat | Nu s-a calificat | Nu s-a calificat | Nu s-a calificat | Nu s-a calificat | Nu s-a calificat | Nu s-a calificat |
| 1978        | Runda 2          | 8                | 6                | 2                | 1                | 3                | 7                | 12               |                  |                  |
| 1982        | Runda 1          | 20               | 3                | 0                | 2                | 1                | 2                | 6                |                  |                  |
| 1986 - 2014 | Nu s-a calificat | Nu s-a calificat | Nu s-a calificat | Nu s-a calificat | Nu s-a calificat | Nu s-a calificat | Nu s-a calificat | Nu s-a calificat | Nu s-a calificat | Nu s-a calificat |
| 2018        | Faza Grupelor    | 20               | 3                | 1                | 0                | 2                | 2                | 2                |                  |                  |
| Total       | 5/21             | Locul 7          | 18               | 5                | 3                | 10               | 21               | 33               |                  |                  |

## Rezultate
| Parcursul la Campionatul Mondial | Parcursul la Campionatul Mondial | Parcursul la Campionatul Mondial | Parcursul la Campionatul Mondial |
| Anul                             | Runda                            | Scor                             | Rezultat                         |
| -------------------------------- | -------------------------------- | -------------------------------- | -------------------------------- |
| 1930                             | Faza Grupelor                    | Peru 1 – 3 România               | Înfrângere                       |
| 1930                             | Faza Grupelor                    | Peru 0 – 1 Uruguay               | Înfrângere                       |
| 1970                             | Faza Grupelor                    | Peru 3 – 2 Bulgaria              | Victorie                         |
| 1970                             | Faza Grupelor                    | Peru 3 – 0 Maroc                 | Victorie                         |
| 1970                             | Faza Grupelor                    | Peru 1 – 3 Germania de Vest      | Înfrângere                       |
| 1970                             | Sferturi                         | Peru 2 – 4 Brazilia              | Înfrângere                       |
| 1978                             | Runda 1                          | Peru 3 – 1 Scoția                | Victorie                         |
| 1978                             | Runda 1                          | Peru 0 – 0 Țările de Jos         | Egal                             |
| 1978                             | Runda 1                          | Peru 4 – 1 Iran                  | Victorie                         |
| 1978                             | Runda 2                          | Peru 0 – 3 Brazilia              | Înfrângere                       |
| 1978                             | Runda 2                          | Peru 0 – 1 Polonia               | Înfrângere                       |
| 1978                             | Runda 2                          | Peru 0 – 6 Argentina             | Înfrângere                       |
| 1982                             | Runda 1                          | Peru 0 – 0 Camerun               | Egal                             |
| 1982                             | Runda 1                          | Peru 1 – 1 Italia                | Egal                             |
| 1982                             | Runda 1                          | Peru 1 – 5 Polonia               | Înfrângere                       |
| 2018                             | Faza Grupelor                    | Peru 0 – 1 Danemarca             | Înfrângere                       |
| 2018                             | Faza Grupelor                    | Peru 0 – 1 Franța                | Înfrângere                       |
| 2018                             | Faza Grupelor                    | Peru 2 – 0 Australia             | Victorie                         |

## Adversari
| Adversar      | Meciuri | Victorie | Remiză | Înfrângere |           | Adversar | Meciuri | Victorie | Remiză | Înfrângere |
| ------------- | ------- | -------- | ------ | ---------- | --------- | -------- | ------- | -------- | ------ | ---------- |
| Brazilia      | 2       | 0        | 0      | 2          | Polonia   | 2        | 0       | 0        | 2      |            |
| Argentina     | 1       | 0        | 0      | 1          | Australia | 1        | 1       | 0        | 0      |            |
| Bulgaria      | 1       | 1        | 0      | 0          | Camerun   | 1        | 0       | 1        | 0      |            |
| Danemarca     | 1       | 0        | 0      | 1          | Franța    | 1        | 0       | 0        | 1      |            |
| Germania      | 1       | 0        | 0      | 1          | Iran      | 1        | 1       | 0        | 0      |            |
| Italia        | 1       | 0        | 1      | 0          | Maroc     | 1        | 1       | 0        | 0      |            |
| Țările de Jos | 1       | 0        | 1      | 0          | România   | 1        | 0       | 0        | 1      |            |
| Scoția        | 1       | 1        | 0      | 0          | Uruguay   | 1        | 0       | 0        | 1      |            |
| 8 echipe      | 9       | 2        | 2      | 5          | 8 echipe  | 9        | 3       | 1        | 5      |            |

## Copa América
| 1916–1926 | Absent      | 1949 | Locul Trei  | 1987 | Runda 1            |
| 1927      | Locul Trei  | 1953 | Locul Cinci | 1989 | Runda 1            |
| 1929      | Locul Patru | 1955 | Locul Trei  | 1991 | Runda 1            |
| 1935      | Locul Trei  | 1956 | Locul Șase  | 1993 | Sferturi de finală |
| 1937      | Locul Șase  | 1957 | Locul Patru | 1995 | Runda 1            |
| 1939      | Campioană   | 1959 | Locul Patru | 1997 | Locul Patru        |
| 1941      | Locul Patru | 1963 | Locul Cinci | 1999 | Sferturi de finală |
| 1942      | Locul Cinci | 1967 | Retrasă     | 2001 | Sferturi de finală |
| 1945      | Retrasă     | 1975 | Campioană   | 2004 | Sferturi de finală |
| 1946      | Retrasă     | 1979 | Semifinale  | 2007 | Sferturi de finală |
| 1947      | Locul Cinci | 1983 | Semifinale  | 2011 | Locul Trei         |

## Finale
| 1975 | Peru | 3 - 1 | Columbia |

| 2019 | Peru | 1 - 3 | Brazilia |

| 2011 | Peru | 4 - 1 | Venezuela |
| 2015 | Peru | 2 - 0 | Paraguay  |

| 1997 | Peru | 0 - 1 | Mexic    |
| 2021 | Peru | 2 - 3 | Columbia |

## Echipament
| 1927 | 1930 | 1935 | 1936 | 1967–prezent |